# Callionymus pleurostictus
Callionymus pleurostictus és una espècie de peix de la família dels cal·lionímids i de l'ordre dels perciformes.
Es troba des de les Illes Ryukyu fins al nord d'Austràlia.